# The Adventures of Jimmy Neutron, Boy Genius
The Adventures of Jimmy Neutron, Boy Genius (Las aventuras de Jimmy Neutrón: el niño genio en Hispanoamérica y Las aventuras de Jimmy Neutrón, el niño inventor en España) es una serie animada estadounidense estrenada en julio de 2002, basada en la película Jimmy Neutron: Boy Genius. La serie continúa la vida de Jimmy Neutron y sus cinco mejores amigos: Carl Wheezer, Sheen Estevez, Goddard, Cindy Vortex y Libby Folfax. El episodio final se emitió el 25 de noviembre de 2006. La serie generó tres temporadas (con 20 episodios cada una), además de un crossover de tres partes con Los padrinos mágicos.

## Sinopsis
The Adventures of Jimmy Neutron, Boy Genius sigue las aventuras de Jimmy, su fiel perro-robot Goddard y sus amigos y familia en la ciudad de Retroville, Texas. Para hacer su vida un poco más interesante, Jimmy se la pasa inventando aparatos tecnológicos y cosas increíbles, pero éstas suelen fallar a menudo; y debe salvar su ciudad de las consecuencias. No obstante, tiene también que enfrentar los problemas de un pre-adolescente común en su escuela.

## Episodios
La serie terminó con 3 temporadas con un total de 64 episodios, el último episodio fue estrenado el 25 de noviembre del 2006. Sin embargo, las repeticiones de la serie siguieron en algunos canales de televisión abierta de Hispanoamérica y España.

## Recepción
La recepción hacia la serie ha sido sobre todo positiva, ganando 2 Kids Choice Awards de Nickelodeon entre los años 2006-2007 en las categorías "Serie favorita de niños" y "Mejor serie del año". Los críticos elogiaron los gráficos, las aventuras en cada episodio, así como la personalidad del protagonista y el humor característico de la serie.
Debido a la recepción positiva, la serie fue retransmitida en canales de aire latinoamericanos como El Trece (2007-2013) en Argentina y Rede Globo (2008) en Brasil.

## Equipo
- John A. Davis - Productor ejecutivo
- Julia Pistor - Productor ejecutivo
- Jon Price - Productor ejecutivo
- Keith Alcorn - Productor ejecutivo
- Steve Oedekerk - Productor ejecutivo
- John A. Davis - Creador
- Steve Oedekerk - Creador

## Reparto
| Personaje                      | Actor de voz original | Actor de doblaje (Hispanoamérica)                                               | Doblaje en España   |
| ------------------------------ | --------------------- | ------------------------------------------------------------------------------- | ------------------- |
| James Isaac "Jimmy" Neutron    | Debi Derryberry       | Eduardo Curiel (temp. 1) Diego Armando Ángeles (resto) Rocío Garcel (canciones) | Graciela Molina     |
| Carl Wheezer                   | Rob Paulsen           | Isabel Martiñon                                                                 | José Javier Serrano |
| Cindy Vortex                   | Carolyn Lawrence      | Circe Luna Maggie Vera (canciones)                                              | Michelle Jenner     |
| Nick Dean                      | Candi Milo            | Enzo Fortuny Luis Daniel Ramírez (episodio "El Fantasma de Retroville")         | Hernán Fernández    |
| Sheen                          | Jeffrey Garcia        | Irwin Daayán                                                                    | Aleix Estadeia      |
| Libby                          | Crystal Scales        | Leyla Rangel Liliana Barba (algunos episodios)                                  | Marta Bárbara       |
| Hugh Beaumont Neutrón          | Mark DeCarlo          | Martín Soto                                                                     | Luis Fenton         |
| Judy Neutrón                   | Megan Cavanagh        | Mónica Manjarrez Rocío Garcel (algunos episodios)                               | María Moscardó      |
| Maestra Ave                    | Andrea Martin         | Sylvia Garcel                                                                   | Alicia Laorden      |
| Director William S. Willoughby | Rob Paulsen           | Jorge Roig                                                                      | Eduardo Elías       |
| Profesor Finbar Calamitoso     | Tim Curry             | Gerardo Reyero Cesar Arias (Especial "El rescate de Jet Fusion")                | Domenech Farell     |
| Jet Fusion                     | Christian Slater      | Gerardo Reyero Salvador Delgado (episodio "Mi gran boda espía)                  | Jordi Ribes         |
| Linda Hermosa                  | Wendie Malick         | Xochitl Ugarte                                                                  | Toni Avilés         |

## DVD
Aparte de la película, también salieron en DVD, una compilado de episodios. El primero que salió fue llamado Jimmy Neutrón: Confusión fusión que constaba de nueve episodios, luego salió Jimmy Neutrón: Mar de problemas, este constó de diez episodios, después fue el turno de Jimmy Neutrón:Agente secreto que incluía la película "El rescate de jet fusión" más otros seis episodios.Después salió, hasta el momento, el último DVD que se llamó Jimmy Neutrón y el ataque de los twonkies que incluyé el capítulo con ese mismo nombre, más otros tres episodios.
| Nombre                                    | Fecha de lanzamiento | Nota          |
| ----------------------------------------- | -------------------- | ------------- |
| Jimmy Neutrón: Confusión fusión           | ?                    |               |
| Jimmy Neutrón: Mar de problemas           | ?                    |               |
| Jimmy Neutrón: Agente secreto             | ?                    | Paramount DVD |
| Jimmy Neutrón y el ataque de los twonkies | ?                    |               |

## Spin-off
Nickelodeon decidió sacar al aire un spin-off sobre la serie de Jimmy Neutrón, la cual obtiene el nombre de Planet Sheen, que está centrada en el personaje de "Sheen Estévez". Donde trata de que a él se le es prestado un cohete, y él termina aterrizando en un planeta llamado Zeenu, donde tendrá que liderar con las costumbres extrañas del planeta. Esta serie tuvo 26 episodios que constan de una primera temporada. El estreno en Estados Unidos fue el 2 de octubre del 2010 por Nickelodeon y el estreno en Hispanoamérica fue el 6 de junio del  2011, dónde aquí se encuentra bajo el nombre de Planeta Sheen. A diferencia del show de Jimmy, Planeta Sheen es doblado en Venezuela, mientras que el show de Jimmy fue doblado en México, sin embargo, esta serie solo tuvo una sola temporada, y fue cancelada posteriormente.